# Harndrup
Harndrup är en tätort i Middelfarts kommun i Region Syddanmark i Danmark. Tätorten har 592 invånare (2024). Den ligger på Fyn, cirka 18 kilometer öster om Middelfart.